# Тирон (графство)
Тирон (англ. Tyrone, ирл. Tír Eoghain) — историческое графство на севере Ирландии. Входит в состав исторической провинции Ольстер на территории Северной Ирландии. Административный центр и крупнейший город — Ома. Население 177 986 человек (4-е место среди графств Северной Ирландии; данные 2011 года).

## География
Площадь территории 3263 км² (1-е место в Северной Ирландии и 8-е на острове).

## История
Средневековое ирландское королевство Тир Эогайн существовало на территории современного Тирона в 1185—1616 годах. В 1542 году король Конн О'Нилл (ум. 1559 г.) получил от короля Англии Генриха VIII титул 1-го графа Тирона.

### Знаменитые уроженцы
- Джеймс Бойд, седьмой губернатор Небраски.
- Мария Ангелина Тереза (в миру Бригитта Тереза Мак-Крори), монахиня римско-католической церкви, основательница Конгрегации Сестер Кармелиток для Пожилых и Больных (CSAI).
- Уильям Бёрк, участник Уэст-портских убийств.

## Административное устройство
Графство (как и все традиционные графства в Северной Ирландии) не является единицей  государственного управления. На территории графства расположены следующие административные районы:
- Ома
- Страбан
- Кукстаун
- Данганнон и Южный Тирон

## Спорт
Развит гэльский футбол, команда графства — 15-кратный чемпион Ольстера и 3-кратный всеирландский чемпион.